# Зібане Нгозі
Зібане Нгозі (англ. Zibane Ngozi; нар. 31 жовтня 1992) — ботсванський легкоатлет, який спеціалізується в бігу на короткі дистанції.

## Спортивні досягнення
Бронзовий олімпійський призер у естафетному бігу 4×400 метрів (2021).
Срібний призер Ігор Співдружності у бігу на 400 метрів (2022).
Чемпіон Африки в естафетному бігу 4×400 метрів (2022).
Чемпіон Африканських ігор в естафетному бігу 4×400 метрів (2019).
Рекордсмен Африки в естафетному бігу 4×400 метрів (2.57,27; 2021).